# Pirates de Pittsburgh
Pour l’article homonyme, voir Pirates de Pittsburgh (LNH).
 Saison 2025 des Pirates de Pittsburgh
Les Pirates de Pittsburgh (Pittsburgh Pirates en anglais) sont une franchise de baseball basée à Pittsburgh (Pennsylvanie, États-Unis) évoluant dans la Ligue majeure de baseball. Surnommée The Bucs, la franchise des Pirates est fondée en 1882 sous le nom de Pittsburgh Alleghenys et évolue depuis 2001 au PNC Park (38 496 places). Parmi les grands joueurs ayant porté les couleurs des Pirates, citons Honus Wagner, Roberto Clemente, Pie Traynor, Paul Waner ou Willie Stargell qui aident la franchise à remporter cinq fois les Séries mondiales en 1909, 1925, 1960, 1971 et 1979.
En division centrale de la Ligue nationale depuis 1994, les Pirates établissent un record peu enviable de 20 saisons perdantes de suite de 1993 à 2012 avant d'accéder en 2013 aux séries éliminatoires pour la première fois depuis 1992, et de se qualifier à nouveau les deux saisons suivantes.

## Palmarès
- Champion de Série mondiale (World Series) (5) : 1909, 1925, 1960, 1971, 1979.
- Champion de la ligue nationale (9) : 1901, 1902, 1903, 1909, 1925, 1927, 1960, 1971, 1979.
- Titres de division (9) : 1970, 1971, 1972, 1974, 1975, 1979, 1990, 1991, 1992.
- Meilleur deuxième (3) : 2013, 2014, 2015.

## Histoire

### XIXesiècle
Cette franchise fondatrice de l'American Association est fondée en 1882 par Horace Philips sous le nom de Pittsburgh Alleghenys. La première saison est moyenne (39 victoires pour 39 défaites), puis les deux saisons suivantes sont catastrophiques : 31-67 en 1883 puis 30-78 en 1884. Troisième à 22,5 victoires des St. Louis Browns en 1885, les Alleghenys signent leur meilleure saison en American Association en 1886 en accrochant la deuxième place à 12 victoires derrière les intouchables St. Louis Browns. La situation financière de la franchise est alors florissante avec un bénéfice de 160 000 dollars sur la seule saison 1886. La Ligue nationale admet la formation dans ses rangs le 18 novembre 1886.
Après l'effondrement de la Players League à l'automne 1890, la franchise reçoit le soutien financier des anciens propriétaires des Burghers de Pittsburgh. L'équipe adopte alors un temps le surnom de Pittsburgh Innocents avant se fixer en 1891 sur Pirates. Ce surnom est hérité d'une affaire où la direction du club fut accusée d'avoir volé le joueur de deuxième but Lou Bierbauer aux Athletics de Philadelphie.
Les Pirates absorbent de nombreux clubs en faillite, ce qui leur permet d'aligner plusieurs excellents joueurs comme l'arrêt-court Honus Wagner et le joueur de champ extérieur Fred Clarke. Ces joueurs ont d'ailleurs permis à Pittsburgh de remporter plusieurs titres de la Ligue nationale, en 1901, 1902 et 1903.

### Les cinq titres

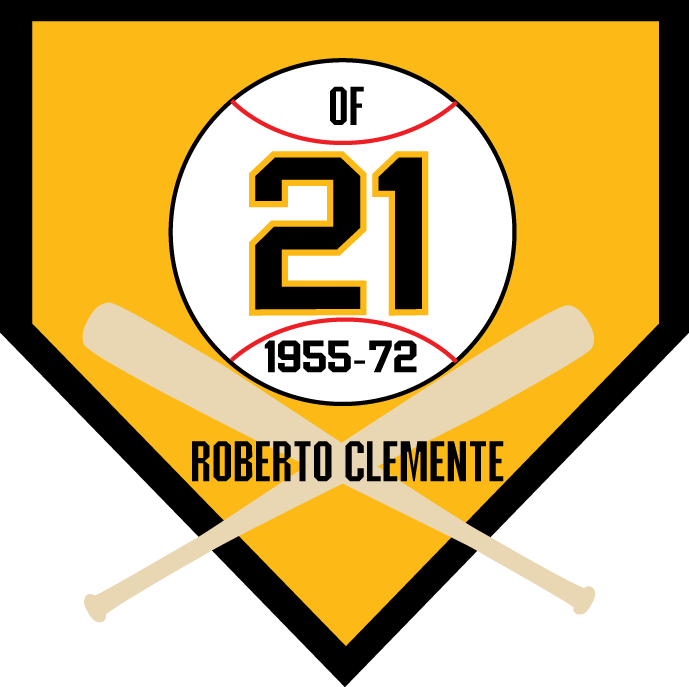
Roberto Clemente

Les Pirates finissent en 1903 à la première place de la Ligue nationale et participent ainsi à la toute première édition de la World Series. Ils sont alors défaits par les Americans de Boston sur le score 5 matchs à 3. Cependant, Pittsburgh se qualifie une nouvelle fois pour la Série mondiale en 1909 et cette fois va remporter son premier titre en défaisant les Tigers de Détroit en sept parties.
Les Pirates connaissent une période plus noire, après la Seconde Guerre mondiale ne connaissant seulement qu'une saison gagnante jusqu'en 1958, lorsque Danny Murtaugh fut embauché au poste de manager. Murtaugh est considéré comme l'inventeur de la position de releveur au baseball, car il utilisait fréquemment le lanceur Roy Face pour sauvegarder une avance, lors de parties serrées. L'édition 1960 de l'équipe contenait huit joueurs invités au Match des étoiles, et elle a avancé en Série mondiale contre les puissants Yankees de New York. Bien que les Pirates aient connu une excellente campagne cette saison-là, les experts prédisaient une victoire de New York. Dans une série des plus relevées, les Pirates s'imposent sur les Yankees en sept matches.
Dans les années 1960, les Pirates sont guidés par le premier grand joueur portoricain, Roberto Clemente. Cependant, l'équipe connaît des difficultés, et Murtaugh est remplacé par Harry Walker en 1965.
Après une victoire en 1971, les Pirates remportent leur dernière Série mondiale en 1979.

### Les Pirates depuis les années 1980
Après le titre de 1979, l'équipe connaît sa part de difficultés, étant souvent considérée comme l'une des pires formations du baseball majeur durant le milieu des années 1980. Cependant, lorsque Jim Leyland est devenu le gérant de l'équipe en 1986, l'équipe s'est graduellement améliorée, grâce à de jeunes joueurs comme Barry Bonds, Bobby Bonilla, Jay Bell et Andy Van Slyke.
Les Pirates gagnent ensuite trois titres de division d'affilée, en 1990, 1991 et 1992. Toutefois, ils tombent chaque fois en Série de championnat, l'étape avant les Séries mondiales, s'inclinant deux fois face aux Braves d'Atlanta, lors de séries très serrées et parfois controversées, à la suite de décisions douteuses de certains arbitres.

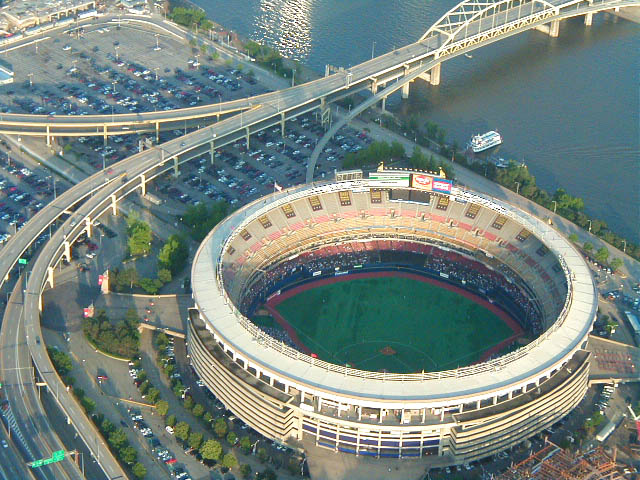
Three Rivers Stadium (1970-2000)

Durant l'hiver 1992-1993, Bonds et Bonilla quittent l'équipe, signant de lucratifs contrats avec d'autres formations. Ces deux joueurs critiquent ensuite ouvertement la direction de l'équipe, soulignant qu'Andy Van Slyke recevait un traitement de faveur. Ces déclarations relancent le débat sur le racisme dans les sports à Pittsburgh.
Depuis, les Pirates n'ont pas connu de saisons gagnantes. Des analystes prétendent que cette situation est due à l'incompétence de l'ancien manger-général Cam Bonifay, qui a octroyé de lucratifs contrats à des joueurs tels que Derek Bell et Jason Kendall sans toutefois développer les jeunes joueurs et leur faire une réelle place dans l'organisation.
Les Pirates ont joué leur premier match dans leur nouveau PNC Park le 9 avril 2001 contre les Reds de Cincinnati. Avant cette date, ils évoluent à l'Exposition Park de 1882 à 1909, au Forbes Field de 1909 à 1970 puis au Three Rivers Stadium de 1970 à 2000.
Plus récemment, dans des échanges visant à diminuer leur masse salariale, Pittsburgh a cédé le joueur de troisième but Aramis Ramírez aux Cubs de Chicago en 2003. Les Pirates se sont aussi débarrassés de Brian Giles, en l'envoyant aux Padres de San Diego en retour des jeunes joueurs Óliver Pérez, Jason Bay et Cory Stewart. En 2004, Perez a mené les ligues majeures en termes de retraits au bâton par prise et Jason Bay a gagné le titre de recrue de l'année de la Ligue nationale

## Trophées et honneurs individuels

### Pirates auHall of Fame

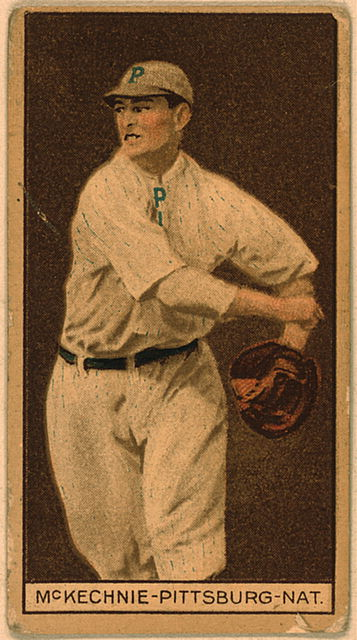
Bill McKechnie

Cette liste présente l'ensemble des joueurs ayant joué pour les Pirates et faisant partie du temple de la renommée du baseball.
| - Jake Beckley (1888–1889, 1891–1896) - Jim Bunning (1968–1969) - Max Carey (1910–1926) - Jack Chesbro (1899–1902) - Fred Clarke (Joueur/manager 1900–1915) - Roberto Clemente (1955–1972) - Joe Cronin (1926–1927) - Kiki Cuyler (1921–1927) - Frankie Frisch (Manager 1940–1946) - Pud Galvin (1887–1889, 1891–1892) - Hank Greenberg (1947) - Burleigh Grimes (1916–1917, 1928–1929, 1934) - Ned Hanlon (1889, 1891) - Billy Herman (1947) - Waite Hoyt (1933–1937) - Joe Kelley (1891–1892) - George Kelly (1917) - Ralph Kiner (1946–1953) - Chuck Klein (1939) |  | - Freddie Lindstrom (1933–1934) - Al Lopez (1940–1946) - Connie Mack (1894–1896) - Heinie Manush (1938–1939) - Rabbit Maranville (1921–1924) - Bill Mazeroski (1956–1972) - Bill McKechnie (1907, 1910–1912, 1918, 1920 ; Manager 1922–1926) - Bob Prince (Announcer, 1948–1975) - Willie Stargell (1962–1982) - Casey Stengel (1918–1919) - Pie Traynor (1920–1934 ; Joueur/manager 1934–1939) - Dazzy Vance (1915) - Arky Vaughan (1932–1941) - Rube Waddell (1900–1901) - Honus Wagner (1900–1917 ; Manager, 1917) - Lloyd Waner (1927–1941, 1944–1945) - Paul Waner (1926–1940) - Vic Willis (1906–1909) |

### Numéros retirés
- 1 Billy Meyer, Manager 1948–1952

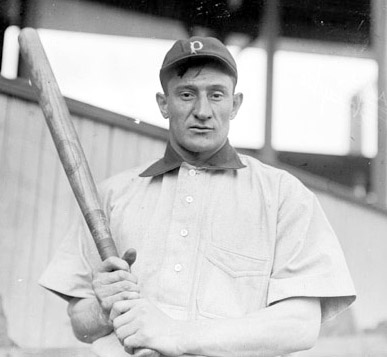
Honus Wagner

- 4 Ralph Kiner, champ extérieur 1946–1953
- 8 Willie Stargell, champ extérieur/1re base 1962–1982, instructeur 1985
- 9 Bill Mazeroski, 2e base 1956–1972, instructeur 1973
- 11 Paul Waner, champ extérieur 1926–1940
- 20 Pie Traynor, 3e base 1920–1934, Manager 1934–1939
- 21 Roberto Clemente, champ extérieur 1955–1972
- 33 Honus Wagner, arrêt-court 1900–1917, Manager 1917, instructeur 1933–1951
- 40 Danny Murtaugh, champ intérieur 1948–51, instructeur 1956–57, Manager 1957–1964, 1967, 1970–1973, 1973–1976
- 42 Jackie Robinson, retiré par la MLB

Honus Wagner n'arborait pas de numéro à l'époque où il était joueur. Le numéro 33 est celui qu'il portait en tant qu'instructeur.

### Autres trophées et honneurs
| - MVP de la saison (depuis 1911) : - Paul Waner (1927) - Dick Groat (1960) - Roberto Clemente (1966) - Dave Parker (1978) - Willie Stargell (1979) - Barry Bonds (1990 et 1992) - Andrew McCutchen (2013) |  | - Trophée Cy Young (depuis 1956) : - Vern Law (1960) - Doug Drabek (1990) - Prix Roberto Clemente (depuis 1971) : - Willie Stargell (1974) - Recrue de l'année (depuis 1947) : - Jason Bay (2004) - Manager de l'année (depuis 1983) : - Jim Leyland (1992) - Clint Hurdle (2013) |

## Les managers des Pirates

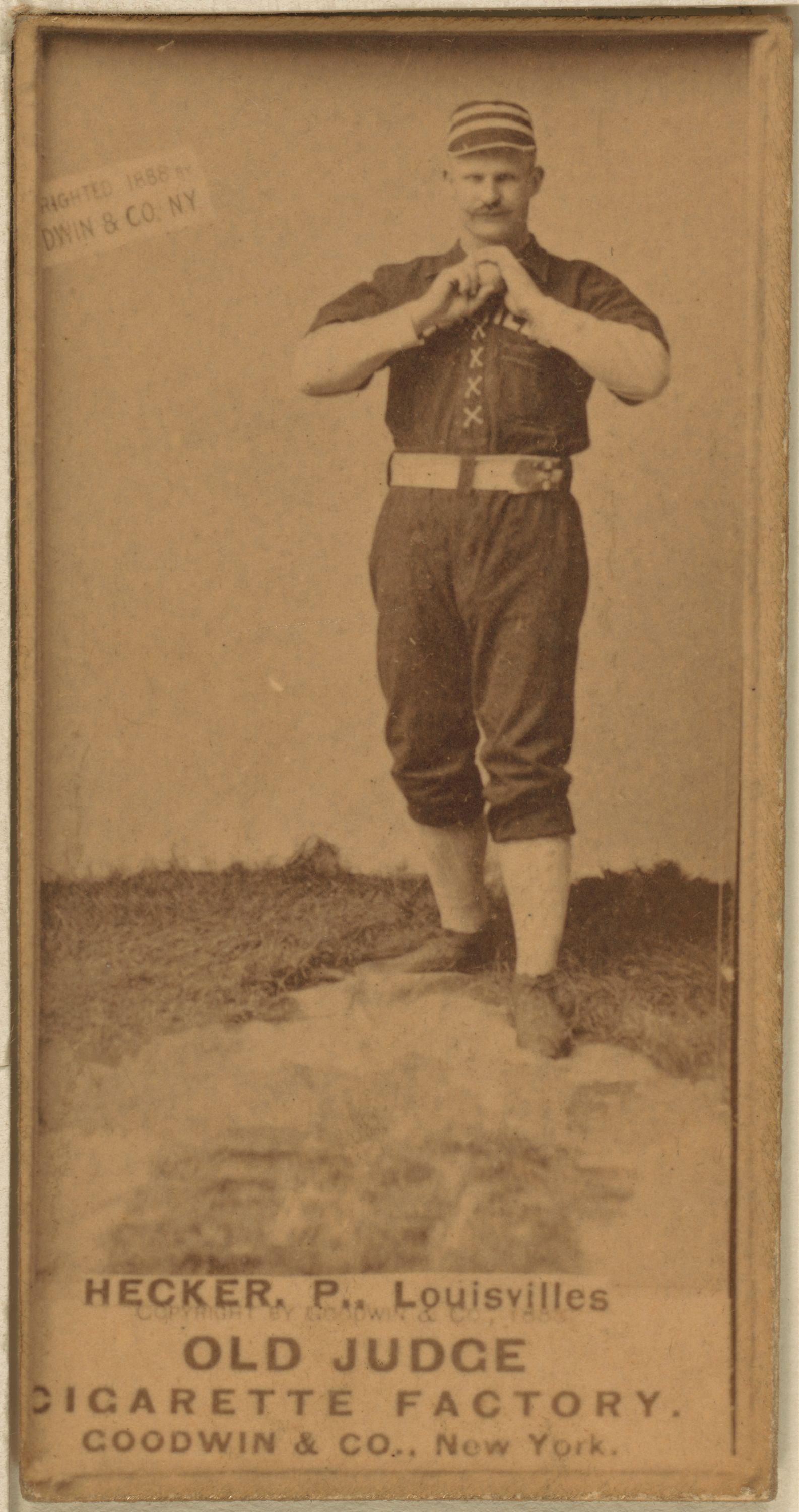
Guy Hecker, manager des Pirates en 1890.

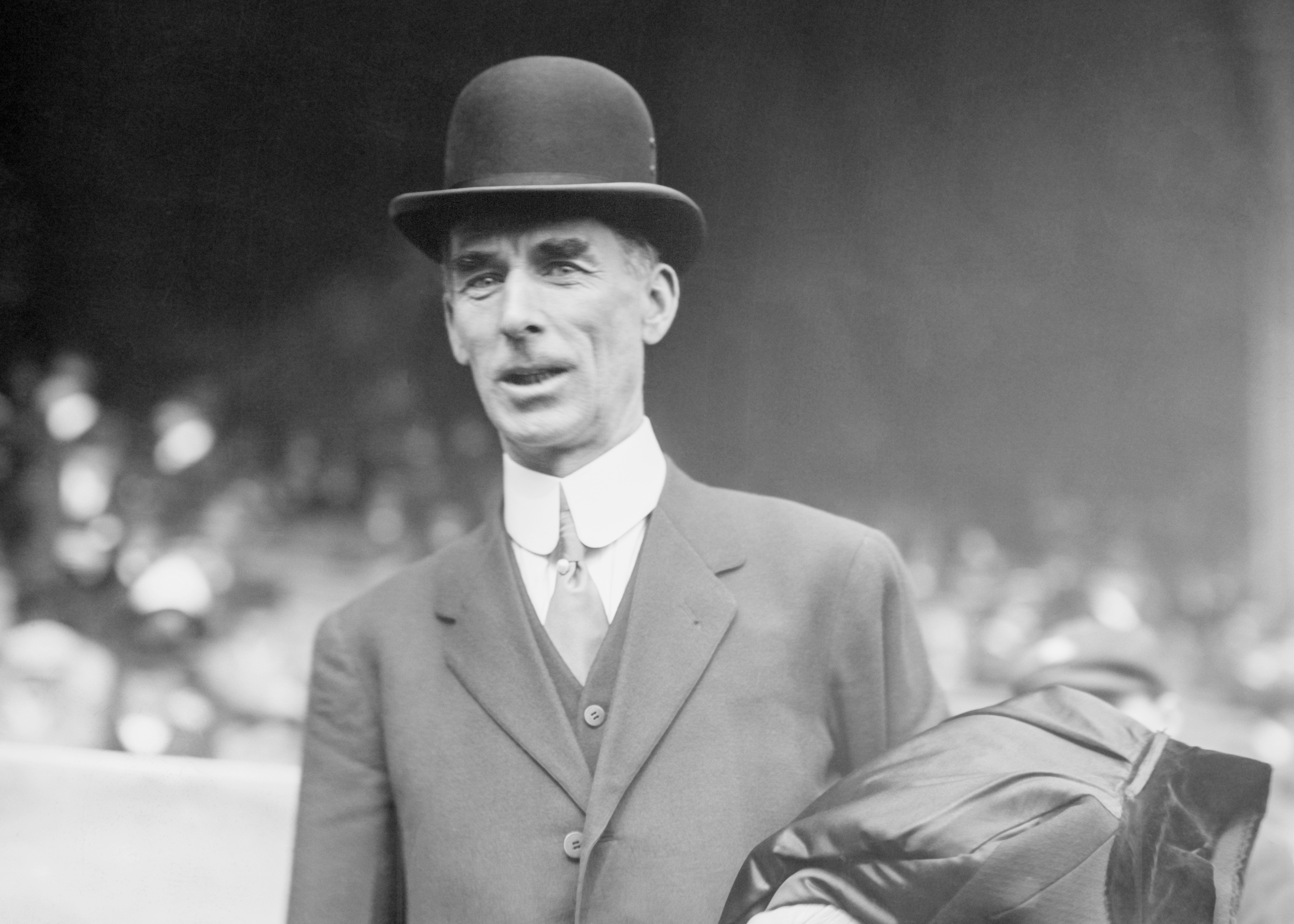
Connie Mack, manager des Pirates de 1894 à 1896.

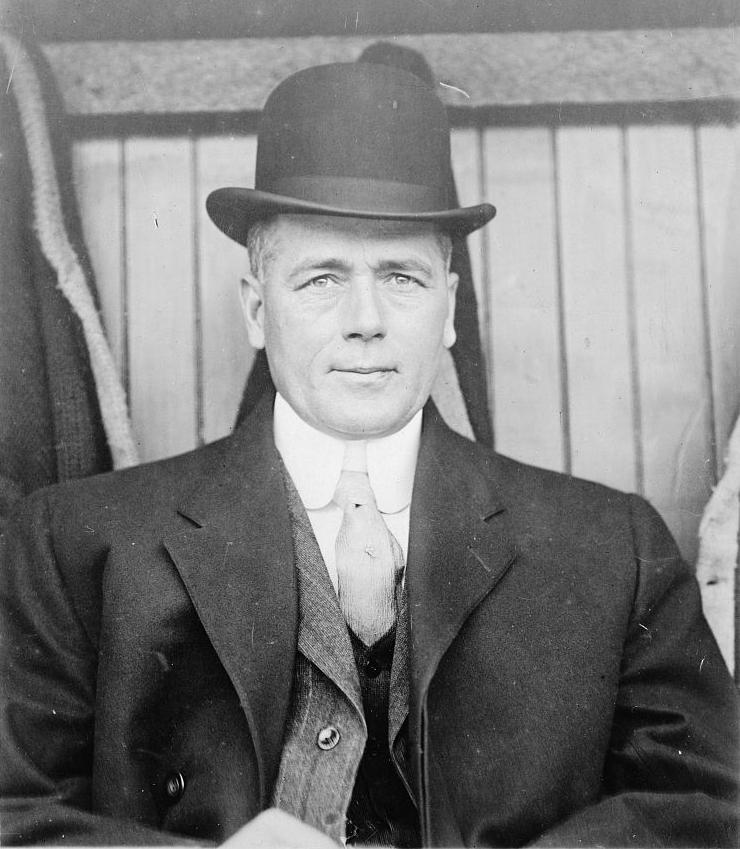
Patsy Donovan, manager des Pirates en 1897 et 1899.

### American Association
| Nom             | Saisons    | Vic.-déf. | Pct.  |
| --------------- | ---------- | --------- | ----- |
| Al Pratt        | 1882–1883  | 51-59     | 0,464 |
| Ormond Butler   | 1883       | 17-36     | 0,321 |
| Joe Battin      | 1883, 1884 | 8-18      | 0,308 |
| Denny McKnight  | 1884       | 4-8       | 0,333 |
| Bob Ferguson    | 1884       | 11-31     | 0,262 |
| George Creamer  | 1884       | 0-8       | 0,000 |
| Horace Phillips | 1885–1886  | 145-136   | 0,516 |

### Ligue nationale
| Nom             | Saisons              | Vic.-déf. | Pct.  |
| --------------- | -------------------- | --------- | ----- |
| Horace Phillips | 1887–1889            | 149-180   | 0,453 |
| Fred Dunlap     | 1889                 | 7-10      | 0,412 |
| Ned Hanlon      | 1889, 1891           | 57-65     | 0,467 |
| Guy Hecker      | 1890                 | 23-113    | 0,169 |
| Bill McGunnigle | 1891                 | 24-33     | 0,421 |
| Tom Burns       | 1892                 | 27-32     | 0,458 |
| Al Buckenberger | 1892–1894            | 187-144   | 0,565 |
| Connie Mack     | 1894–1896            | 149-134   | 0,527 |
| Patsy Donovan   | 1897, 1899           | 129-129   | 0,500 |
| Bill Watkins    | 1898–1899            | 79-91     | 0,465 |
| Fred Clarke     | 1900–1915            | 1422-969  | 0,595 |
| Nixey Callahan  | 1916–1917            | 85-129    | 0,397 |
| Honus Wagner    | 1917                 | 1-4       | 0,200 |
| Hugo Bezdek     | 1917–1919            | 166-187   | 0,470 |
| George Gibson   | 1920–1922, 1932–1934 | 401-330   | 0,549 |
| Bill McKechnie  | 1922–1926            | 409-293   | 0,583 |
| Donie Bush      | 1927–1929            | 246-178   | 0,580 |
| Jewel Ens       | 1929–1931            | 176-167   | 0,513 |
| Pie Traynor     | 1934–1939            | 457-406   | 0,530 |
| Frankie Frisch  | 1940–1946            | 539-528   | 0,505 |

| Nom             | Saisons                         | Vic.-déf. | Pct.  |
| --------------- | ------------------------------- | --------- | ----- |
| Spud Davis      | 1946                            | 1-2       | 0,333 |
| Billy Herman    | 1947                            | 61-92     | 0,399 |
| Bill Burwell    | 1947                            | 1-0       | 1,000 |
| Billy Meyer     | 1948–1952                       | 317-452   | 0,412 |
| Fred Haney      | 1953–1955                       | 163-299   | 0,353 |
| Bobby Bragan    | 1956–1957                       | 102-155   | 0,397 |
| Danny Murtaugh  | 1957–64, 1967, 1970–71, 1973–76 | 1115-950  | 0,540 |
| Harry Walker    | 1965–1967                       | 224-184   | 0,549 |
| Larry Shepard   | 1968–1969                       | 164-155   | 0,514 |
| Alex Grammas    | 1969                            | 4-1       | 0,800 |
| Bill Virdon     | 1972–1973                       | 163-128   | 0,560 |
| Chuck Tanner    | 1977–1985                       | 711-685   | 0,509 |
| Jim Leyland     | 1986–1996                       | 851-863   | 0,496 |
| Gene Lamont     | 1997–2000                       | 295-352   | 0,456 |
| Lloyd McClendon | 2001–2005                       | 336-446   | 0,430 |
| Pete Mackanin   | 2005                            | 12-14     | 0,462 |
| Jim Tracy       | 2006–2007                       | 135-189   | 0,417 |
| John Russell    | 2008-2010                       | 186-299   | 0,384 |
| Clint Hurdle    | depuis 2011                     | 245-241   | 0,504 |

## Les propriétaires des Pirates
| Nom                                                           | Années      |
| ------------------------------------------------------------- | ----------- |
| Denny McKnight                                                | 1882–1886   |
| William A. Nimick                                             | 1887–1891   |
| William Kerr et Phil Auten                                    | 1892–1899   |
| Barney Dreyfuss                                               | 1900–1932   |
| Bill Benswanger                                               | 1932–1946   |
| John Galbreath, Frank McKinney, Thomas Johnson et Bing Crosby | 1946–1985   |
| Pittsburgh Associates                                         | 1985–1996   |
| Kevin McClatchy                                               | 1996–2007   |
| Robert Nutting                                                | depuis 2007 |

## Les stades des Pirates
Les Pirates évoluent au PNC Park depuis le 9 avril 2001. Avant cette date, ils jouent à l'Exposition Park de 1882 à 1909, au Forbes Field de 1909 à 1970 puis au Three Rivers Stadium de 1970 à 2000.

## Finances
Selon une étude du magazine Forbes, les recettes des Pirates sur la saison 2007 s'élèvent à 139 millions de dollars, plaçant la franchise au 27e rang sur trente. Les recettes aux guichets se montent à 39 millions et le budget consacré aux salaires des joueurs est de 61 millions. Bien gérée, la franchise a généré un bénéfice de 17,6 millions de dollars en 2007. En prenant en considération les recettes, les dépenses, les biens possédés par la franchise et son potentiel économique, les Pirates sont valorisés en avril 2008 à 292 millions de dollars par Forbes (28e rang).
Entre 1999 et 2007, les recettes passent de 52 à 139 millions principalement en raison de la forte hausse des droits payés par les télévisions pour retransmettre les matches.

## Affiliations enligues mineures
| Niveau | Franchise                  | Ligue                      | Ville        | État                   | Affilié depuis |
| ------ | -------------------------- | -------------------------- | ------------ | ---------------------- | -------------- |
| AAA    | Indians d'Indianapolis     | Ligue internationale       | Indianapolis | Indiana                | 2005           |
| AA     | Curve d'Altoona            | Eastern League             | Altoona      | Pennsylvanie           | 1999           |
| A+     | Grasshoppers de Greensboro | South Atlantic League      | Greensboro   | Caroline du Nord       | 2019           |
| A-     | Marauders de Bradenton     | Ligue de l'État de Floride | Bradenton    | Floride                | 2010           |
| Rookie | FCL Pirates                | Florida Complex League     | Bradenton    | Floride                | 1968           |
| Rookie | DSL Pirates 1              | Dominican Summer League    | Boca Chica   | République dominicaine | 1992           |
| Rookie | DSL Pirates 2              | Dominican Summer League    | Boca Chica   | République dominicaine | 2012           |